# Theloderma corticale
Theloderma corticale är en groddjursart som först beskrevs av George Albert Boulenger 1903.  Theloderma corticale ingår i släktet Theloderma och familjen trädgrodor. IUCN kategoriserar arten globalt som otillräckligt studerad. Inga underarter finns listade i Catalogue of Life.